# Liste der deutschen Bibliotheken mit Drucken des 16. Jahrhunderts
Während die großen Bibliotheksverzeichnisse in der Regel die Anzahl der Inkunabeln angeben, die in der jeweiligen Bibliothek vorhanden sind, wird die Zahl der Drucke des 16. Jahrhunderts meist nicht berücksichtigt. Seit es das Handbuch der historischen Buchbestände (auch „Fabian-Handbuch“ genannt) gibt, sind die meisten Bibliotheken jedoch recht gut über die quantitative Zusammensetzung ihres Altbestandes informiert. Die entsprechenden Angaben aus dem Fabian-Handbuch bezüglich der Drucke des 16. Jahrhunderts sind hier im Folgenden zusammengestellt. Als Grenze wird hier eine Mindestanzahl von 100 Drucken gesetzt. In der Regel wird die Zahl der Titel genannt, manchmal aber auch nur die der Bände.
Die Daten des Handbuchs stammen aus der Zeit zwischen 1990 und 1997. Wenn dort keine klaren Angaben zu entnehmen waren (durch ein Fragezeichen markiert), wurde auf die ältere Schätzung von Andreas Kühne: Bibliographie zum Schrifttum des 16. Jahrhunderts. München 1995, zurückgegriffen, der etwa 1990 eine briefliche Umfrage in den Bibliotheken durchgeführt hatte. In einigen Fällen wird als Indikator die Zahl der Inkunabeln genannt, denn wenn in einer Bibliothek ein größerer Bestand an Wiegendrucken existiert, kann meist davon ausgegangen werden, dass auch Drucke des 16. Jahrhunderts in erwähnenswertem Umfang vorhanden sind.
Zu entsprechenden Listen österreichischer und schweizerischer sowie italienischer Bibliotheken s. u. unter „Weblinks“.

## Schleswig-Holstein, Bremen, Hamburg
| Bibliothek                                                              | Zahl der Drucke des 16. Jahrhunderts | Anmerkungen                                         |
| ----------------------------------------------------------------------- | ------------------------------------ | --------------------------------------------------- |
| Bremen, Staats- und Universitätsbibliothek                              | 620                                  |                                                     |
| Bremen, Bibliothek der Kunsthalle                                       | 290                                  |                                                     |
| Eutin, Landesbibliothek                                                 | 561                                  |                                                     |
| Flensburg, Bibliothek des Alten Gymnasiums und St.-Nikolai-Bibliothek   | ca. 1400                             | (in der Landeszentralbibliothek Schleswig-Holstein) |
| Hamburg, Staats- und Universitätsbibliothek                             | 4800                                 |                                                     |
| Hamburg, Commerzbibliothek                                              | 160                                  |                                                     |
| Hamburg, Nordelbische Kirchenbibliothek                                 | 133                                  |                                                     |
| Hamburg, Hauptbibliothek der Gelehrtenschule des Johanneums             | 167                                  |                                                     |
| Hamburg, Lehrerbibliothek des Gymnasiums Christianeum                   | 349                                  |                                                     |
| Hamburg, Bibliothek der Hamburger Kunsthalle                            | 122                                  |                                                     |
| Hamburg, Bibliothek des Archäologischen Museums Hamburg (Helms-Museums) | 284                                  | ehemalige herzogliche Bibliothek Harburg            |
| Hamburg, Linga-Bibliothek der Freien und Hansestadt Hamburg             | 100                                  |                                                     |
| Hamburg, Bibliothek des Staatsarchivs der Freien und Hansestadt Hamburg | 200                                  |                                                     |
| Husum, Hermann-Tast-Schule                                              | 150                                  |                                                     |
| Kiel, Universitätsbibliothek                                            | 2900                                 |                                                     |
| Kiel, Schleswig-Holsteinische Landesbibliothek                          | 225                                  |                                                     |
| Lübeck, Stadtbibliothek                                                 | 5552                                 |                                                     |
| Rendsburg, Gudesche Bibliothek                                          | 290                                  |                                                     |

## Niedersachsen
| Bibliothek                                                                              | Zahl der Drucke der Drucke des 16. Jahrhunderts | Anmerkungen |
| --------------------------------------------------------------------------------------- | ----------------------------------------------- | --- |
| Aurich, Bibliothek der Ostfriesischen Landschaft                                        | 448                                             | |
| Braunschweig, Stadtbibliothek                                                           | 5264                                            | |
| Braunschweig, Bibliothek des Predigerseminars der Evangelisch-Lutherischen Landeskirche | 1713                                            | |
| Braunschweig, Universitätsbibliothek der Technischen Universität                        | 141                                             | |
| Bückeburg, Fürstlich Schaumburg-Lippische Hofbibliothek                                 | 210                                             | |
| Celle, Bibliothek des Oberlandesgerichts – Bibliothek der Grupenschen Stiftung          | 833                                             | |
| Clausthal-Zellerfeld, Universitätsbibliothek – Sondersammlung Calvörsche Bibliothek     | ca. 1620                                        | |
| Emden, Johannes a Lasco Bibliothek                                                      | ca. 3400                                        | |
| Göttingen, Niedersächsische Staats- und Universitätsbibliothek                          | 4225 (?)                                        | ausgezählt nur 35 % des Altbestandes; Andreas Kühne: Bibliographie zum Schrifttum des 16. Jahrhunderts. München 1995, S. 227: „22.000“ |
| Goslar, Marktkirchenbibliothek                                                          | 750                                             | |
| Hameln, Gymnasialbibliothek in der Stadtbücherei                                        | 276                                             | |
| Hannover, Gottfried Wilhelm Leibniz Bibliothek – Niedersächsische Landesbibliothek      | 12.500                                          | |
| Hannover, Stadtbibliothek                                                               | 3153                                            | |
| Hannover, Bibliothek des Kestner-Museums                                                | 420                                             | |
| Helmstedt, Ehemalige Universitätsbibliothek                                             | 2180                                            | |
| Hildesheim, Dombibliothek                                                               | mehr als 2000                                   | |
| Hildesheim, Stadtarchiv                                                                 | ca. 3600                                        | |
| Hildesheim, Bibliothek des Predigerseminars St. Michael                                 | 296                                             | |
| Jever, Mariengymnasium                                                                  | 417                                             | |
| Lingen, Bibliothek des Gymnasiums Georgianum                                            | mehr als 145                                    | |
| Loccum, Klosterbibliothek                                                               | 645                                             | |
| Lüneburg, Ratsbücherei                                                                  | 6501                                            | |
| Meppen, Bibliothek des Windthorst-Gymnasiums                                            | 110                                             | |
| Oldenburg, Landesbibliothek                                                             | 2658                                            | |
| Osnabrück, Universitätsbibliothek – Rechts- und Wirtschaftswissenschaften               | 562                                             | (Sammlung „Bibliotheca Ius Comune“) |
| Osnabrück, Bibliothek des Vereins für Geschichte und Landeskunde von Osnabrück          | 101                                             | |
| Wolfenbüttel Herzog August Bibliothek                                                   | 80.000                                          | |

## Nordrhein-Westfalen
| Bibliothek                                                                                         | Zahl der Drucke des 16. Jahrhunderts | Anmerkungen |
| -------------------------------------------------------------------------------------------------- | ------------------------------------ | --- |
| Aachen, Stadtbibliothek (zuvor: Öffentliche Bibliothek)                                            | 1090                                 | |
| Aachen, Bischöfliche Diözesanbibliothek                                                            | ca. 300                              | |
| Altena, Kreisarchiv und Landeskundliche Bibliothek des Märkischen Kreises                          | ca. 200                              | |
| Bad Münstereifel, Bibliothek des Städtischen St.-Michael-Gymnasiums                                | ca. 400                              | |
| Bielefeld, Universitätsbibliothek                                                                  | 154                                  | |
| Bielefeld, Bibliothek des Ratsgymnasiums                                                           | 371                                  | |
| Bochum, Universitätsbibliothek                                                                     | ca. 340                              | |
| Bonn, Universitätsbibliothek                                                                       | 4000                                 | |
| Bonn, Stadthistorische Bibliothek                                                                  | 107                                  | |
| Bornheim-Walberberg, Bibliothek St. Albert                                                         | 1500                                 | seit 2008 als Dauerleihgabe in der Dom-Bibliothek Köln                                                                    |
| Detmold, Lippische Landesbibliothek                                                                | ca. 3700                             | |
| Dormagen, Bibliothek des Missionshauses Knechtsteden                                               | 200                                  | Die Bibliothek wurde 2003/2004 über ein Antiquariat verkauft.                                                             |
| Dortmund, Stadt- und Landesbibliothek                                                              | ca. 200–300                          | |
| Dortmund, Institut für Zeitungsforschung                                                           | 502                                  | |
| Düren, Bibliothek des Stadtarchivs                                                                 | 201                                  | |
| Düsseldorf, Universitätsbibliothek                                                                 | 4400                                 | |
| Düsseldorf, Lehrerbibliothek des Görres-Gymnasiums                                                 | 202                                  | |
| Duisburg, Stadtbibliothek                                                                          | mehr als 150                         | |
| Essen, Seminar- und Diözesanbibliothek des Bistums Essen                                           | ca. 700                              | |
| Goch, Bibliotheca Domus Presbyterorum Gaesdonck                                                    | mehr als 1000                        | |
| Hennef, Bibliothek der philosophisch-theologischen Hochschule CSsR                                 | ca. 700                              | Die Bibliothek wurde 2006 versteigert vgl. Artikel zu Kloster Geistingen mit Weblink zum Schicksal der Klosterbibliothek  |
| Herford, Lehrerbibliothek des Friedrichs-Gymnasiums                                                | 102                                  | |
| Iserlohn, Varnhagensche Bibliothek                                                                 | ca. 180                              | |
| Isselburg-Anholt, Fürstlich Salm-Salm’sche Bibliothek                                              | mehr als 1000                        | |
| Kaldenkirchen, Bibliothek des ehemaligen Birgittenklosters                                         | 144                                  | |
| Kevelaer, Bibliothek des Oratorium Kevelaeriense                                                   | 339                                  | |
| Köln, Universitäts- und Stadtbibliothek                                                            | 9300                                 | |
| Köln, Erzbischöfliche Diözesan- und Dom-Bibliothek                                                 | 2540                                 | hat außerdem die Bibliothek Bornheim-Walberberg übernommen                                                                |
| Köln, Bibliothek des Kölnischen Stadtmuseums                                                       | 118                                  | |
| Köln, Kunst- und Museumsbibliothek                                                                 | 102                                  | |
| Köln, Deutsche Zentralbibliothek für Medizin                                                       | 168                                  | |
| Krefeld, Bibliothek des Kapuzinerklosters                                                          | 150                                  | |
| Lemgo, Bibliothek des Stadtarchivs                                                                 | 580                                  | |
| Mönchengladbach, Bibliothek Wissenschaft und Weisheit der Franziskaner                             | ca. 100 Bände                        | Die Bibliothek wurde von der Stadtbibliothek Mönchengladbach übernommen.                                                  |
| Münster, Universitätsbibliothek                                                                    | ca. 8000                             | |
| Münster, Bibliothek der Vereinigten Seminare der Katholisch-Theologischen Fakultät der Universität | ca. 100                              | |
| Münster, Diözesanbibliothek                                                                        | 2250 Bände                           | seit 1995 außerdem 1000 Bände der Zentralbibliothek der Franziskaner                                                      |
| Münster, Bibliothek des Bibelmuseums                                                               | 385 Bände                            | |
| Münster, Bibliothek des Kapuzinerklosters                                                          | 450 Bände                            | |
| Münster, Zentralbibliothek der Franziskaner                                                        | 1000 Bände                           | seit 1995 von der Diözesanbibliothek Münster übernommen                                                                   |
| Münster, Landesmuseum                                                                              | 230                                  | |
| Paderborn, Erzbischöfliche Akademie                                                                | 3000                                 | |
| Paderborn, Bibliothek des Johann-Adam-Möhler-Instituts für Ökumenik                                | 198                                  | |
| Pulheim, Gräflich von Spee’sche Bibliothek Schloss Heltorf                                         | 170                                  | |
| Siegburg, Bibliothek der Abtei Michaelsberg                                                        | ca. 300                              | Die Abtei wurde 2011 aufgegeben, die „wertvollen Bücher … dem Erzbistum übergeben“ (Kölner Stadt-Anzeiger 29. April 2012) |
| Soest, Stadtarchiv und Wissenschaftliche Stadtbibliothek                                           | 2530                                 | |
| Steinfurt, Fürstlich Bentheimsche Bibliothek                                                       | 970                                  | |
| Steinfurt, Bibliothek der Hohen Schule – Gymnasium Arnoldinum                                      | 525                                  | |
| Wesel, Pfarrbibliothek St. Martini                                                                 | 390                                  | |
| Wuppertal, Stadtbibliothek                                                                         | 213 Bände                            | |
| Xanten, Stifts- und Pfarrbibliothek                                                                | 4100                                 | |

## Hessen
| Bibliothek                                                                                                  | Zahl der Drucke des 16. Jahrhunderts    | Anmerkungen |
| --- | --------------------------------------- | --- |
| Bad Arolsen, Fürstlich Waldecke’sche Hofbibliothek                                                          | im Fabian-HB: UB Kassel, Angaben unklar | Website der Bibliothek: „weniger als 2% der 35.000 Bde Altbestand“, also weniger als 700 Bde                                                  |
| Bad Hersfeld, Bibliothek der Modellschule Obersberg                                                         | 212                                     | ehemalige Alte Klosterbibliothek |
| Büdingen, Fürstlich Ysenburg- und Büdingensche Bibliothek                                                   | 152                                     | |
| Darmstadt, Hessische Landes- und Hochschulbibliothek                                                        | 9100                                    | |
| Darmstadt, Bibliotheca Schottensis                                                                          | 371                                     | seit 2001 in der Zentralbibliothek der Evangelischen Kirche in Hessen und Nassau, Darmstadt                                                   |
| Frankfurt am Main, Universitätsbibliothek Johann Christian Senckenberg                                      | 8750                                    | Durch die Zusammenlegung mit der Senckenbergischen Bibliothek und durch Zugänge aus Institutsbibliotheken stieg die Gesamtzahl auf jetzt 8750 |
| Frankfurt am Main, Senckenbergische Bibliothek                                                              | 861                                     | seit 2005 in der Universitätsbibliothek aufgegangen                                                                                           |
| Frankfurt am Main, Senckenbergisches Institut für Geschichte und Ethik der Medizin (am Fachbereich Medizin) | 174                                     | |
| Frankfurt am Main, Max-Planck-Institut für Rechtsgeschichte und Rechtstheorie                               | 1682                                    | |
| Frankfurt am Main, Philosophisch-Theologische Hochschule Sankt Georgen                                      | 2740                                    | |
| Frankfurt am Main, Bibliothek des Museums für Angewandte Kunst                                              | ca. 900                                 | |
| Frankfurt am Main, Bibliothek des Städelschen Kunstinstitutes und der Städtischen Galerie                   | 111                                     | |
| Friedberg, Bibliothek des Theologischen Seminars                                                            | 365                                     | |
| Fritzlar, Dombibliothek (im Dommuseum)                                                                      | ca. 340                                 | |
| Fulda, Hochschul- und Landesbibliothek                                                                      | 3622 Bände                              | |
| Fulda, Bischöfliches Priesterseminar                                                                        | 1760                                    | ohne Dissertationen |
| Fulda, Bibliothek Frauenberg – Zentralbibliothek der Thüringischen Franziskanerprovinz                      | 928                                     | |
| Gießen, Universitätsbibliothek                                                                              | 2700 Bände                              | |
| Herborn, Bibliothek des Theologischen Seminars                                                              | 124                                     | |
| Hofgeismar, Bibliothek des Evangelischen Predigerseminars                                                   | 205                                     | |
| Hungen, Pfarrbibliothek                                                                                     | 140                                     | |
| Kassel, Universitätsbibliothek                                                                              | ?                                       | Andreas Kühne: Bibliographie zum Schrifttum des 16. Jahrhunderts. München 1995, S. 243: 500 Drucke                                            |
| Laubach, Gräflich Solms-Laubachsche Bibliothek                                                              | 3044                                    | |
| Lich, Bibliothek der evangelischen Marienstiftsgemeinde                                                     | 260                                     | |
| Limburg, Diözesanbibliothek                                                                                 | 1062                                    | |
| Marburg (Lahn), Universitätsbibliothek                                                                      | 9150                                    | |
| Marburg, Staatsarchiv                                                                                       | 497                                     | |
| Michelstadt, Michelstadt Nicolaus-Matz-Bibliothek                                                           | 1736                                    | |
| Oberursel, Kirchenbibliothek zu Fürstenau im Odenwald                                                       | 765                                     | untergebracht in der Lutherischen Theologischen Hochschule Oberursel                                                                          |
| Oberursel, Stadtarchiv                                                                                      | ca. 100 (?)                             | Fabian-HB: 144 Drucke von 1557 bis 1622 |
| Offenbach, Bibliothek des Deutschen Wetterdienstes                                                          | ca. 250 Bände                           | |
| Wiesbaden Hessische Landesbibliothek                                                                        | 2652                                    | |

## Rheinland-Pfalz
| Bibliothek                                                                   | Zahl der Drucke des 16. Jahrhunderts | Anmerkungen                                                                                 |
| ---------------------------------------------------------------------------- | ------------------------------------ | ------------------------------------------------------------------------------------------- |
| Bernkastel-Kues, Bibliothek des St.-Nikolaus-Hospitals                       | 153                                  |                                                                                             |
| Koblenz, Görres-Gymnasium                                                    | 1945 Bände                           |                                                                                             |
| Koblenz, Stadtbibliothek                                                     | 594                                  |                                                                                             |
| Mainz, Stadtbibliothek                                                       | 9800                                 |                                                                                             |
| Mainz, Gutenberg-Museum                                                      | ca. 450                              | 2010: im Opac ca. 1700 Drucke des 16. Jahrhunderts                                          |
| Mainz, Martinus-Bibliothek – Wissenschaftliche Diözesanbibliothek            | 2635                                 | bis 1999: Bibliothek des Bischöflichen Priesterseminars                                     |
| Mainz, Bibliothek des Instituts für Europäische Geschichte                   | 1077                                 |                                                                                             |
| Mainz, Universitätsbibliothek                                                | 189                                  |                                                                                             |
| Maria-Laach, Bibliothek der Abtei                                            | 130                                  |                                                                                             |
| Marienstatt, Bibliothek der Zisterzienserabtei                               | 150                                  |                                                                                             |
| Speyer, Landesbibliothekszentrum Rheinland-Pfalz Pfälzische Landesbibliothek | 960                                  |                                                                                             |
| Speyer, Bibliothek des Bischöflichen Priesterseminars                        | 222                                  |                                                                                             |
| Speyer, Bibliothek des Gymnasiums am Kaiserdom                               | 440                                  |                                                                                             |
| Trier, Stadtbibliothek                                                       | 10.741                               |                                                                                             |
| Trier, Bibliothek der Abtei St. Matthias                                     | 197                                  |                                                                                             |
| Trier, Bibliothek des Bischöflichen Priesterseminars                         | 838                                  |                                                                                             |
| Trier, Bibliothek des Bistumsarchivs                                         | 133 Bände                            |                                                                                             |
| Trier, Dombibliothek Bibliothek des Domkapitels                              | 246                                  |                                                                                             |
| Trier, Universitätsbibliothek                                                | ?                                    | Andreas Kühne: Bibliographie zum Schrifttum des 16. Jahrhunderts. München 1995, S. 291: 200 |
| Worms Stadtbibliothek                                                        | 1086                                 |                                                                                             |
| Zweibrücken, Landesbibliothekszentrum Rheinl.-Pfalz Bibliotheca Bipontina    | 1371                                 |                                                                                             |

## Baden-Württemberg und Saarland
| Bibliothek                                                                               | Zahl der Drucke des 16. Jahrhunderts | Anmerkungen                                                                                                |
| ---------------------------------------------------------------------------------------- | ------------------------------------ | --- |
| Bad Wurzach, Bibliothek der Kartause Marienau                                            | 110 Bände                            | |
| Beuron, Erzabtei St. Martin                                                              | 999                                  | |
| Bretten, Melanchthonhaus                                                                 | 2165                                 | |
| Donaueschingen, Fürstenbergische Hofbibliothek                                           | nicht im Fabian-HB                   | Die Bibliothek wurde in den 1990er Jahren versteigert.                                                     |
| Ellwangen, Bibliothek des Peutinger-Gymnasiums                                           | ca. 175                              | |
| Esslingen, Kirchenbibliothek der Evangelischen Stadtkirche St. Dionys                    | 850                                  | |
| Freiburg (Breisgau), Universitätsbibliothek                                              | 22.000                               | |
| Freiburg (Br.), Bibliothek des Bertholdgymnasiums                                        | 104                                  | |
| Freiburg (Br.), Bibliothek des Collegium Borromäum                                       | mehr als 100 (?)                     | Zahl der Inkunabeln: 162                                                                                   |
| Freiburg (Br.), Bibliothek der Gesellschaft zur Herausgabe des Corpus Catholicorum e. V. | 364                                  | |
| Freiburg (Br.), Bibliothek des Stadtarchivs (Rara-Sammlung)                              | 151                                  | |
| Heidelberg, Universitätsbibliothek                                                       | 10.600                               | |
| Heidelberg, Bibliothek des Instituts für Medizin                                         | 119, fehlt im online-Fabian-HB       | |
| Heidelberg, Gymnasialbibliothek des Kurfürst-Friedrich-Gymnasiums                        | 60 Bde, nicht im online-Fabian-HB    | Andreas Kühne: Bibliographie zum Schrifttum des 16. Jahrhunderts. München 1995, S. 235: 116                |
| Heilbronn, Stadtarchiv                                                                   | 545, fehlt im online-Fabian-HB       | |
| Isny (Allgäu), Evangelische St.-Nikolai-Kirche                                           | mehr als 1500                        | |
| Karlsruhe, Badische Landesbibliothek                                                     | 3046                                 | |
| Karlsruhe, Landeskirchliche Bibliothek                                                   | 136 Bände                            | |
| Konstanz, Universitätsbibliothek                                                         | 332                                  | Beherbergt seit 2000 auch die Konstanzer Wessenberg-Bibliothek.                                            |
| Konstanz, Heinrich-Suso-Gymnasium                                                        | ca. 2300                             | |
| Konstanz, Wessenberg-Bibliothek                                                          | 150                                  | Seit 2000 in der Konstanzer Universitätsbibliothek untergebracht                                           |
| Lahr, Bibliothek des Scheffelgymnasiums                                                  | 136                                  | |
| Langenburg, Bibliothek des Fürstlichen Hauses Hohenlohe-Langenburg                       | 337                                  | |
| Langenburg, Hofprädikaturbibliothek                                                      | 100                                  | |
| Mannheim, Universitätsbibliothek                                                         | 6530                                 | |
| Neckarzimmern, Freiherrlich von Gemmingen-Hornbergsche Bibliothek                        | 300                                  | |
| Neresheim, Benediktinerabtei                                                             | 2140                                 | |
| Nürtingen, Turmbibliothek                                                                | 565                                  | |
| Offenburg, Bibliothek des Grimmelshausen-Gymnasiums                                      | ca. 300                              | seit Ende der 1990er Jahre „Historische Bibliothek der Stadtbibliothek Offenburg“: 430 Drucke des 16. Jhs. |
| Rastatt, Historische Bibliothek (im Ludwig-Wilhelm-Gymnasium)                            | 716                                  | |
| Ravensburg, Alte Stadtbibliothek                                                         | 230                                  | |
| Reutlingen, Stadtbibliothek                                                              | 1100                                 | |
| Rottenburg, Diözesanbibliothek                                                           | 589                                  | |
| Rottenburg, Bibliothek des Priesterseminars                                              | 348                                  | |
| Rottweil, Bibliothek des Albertus-Magnus-Gymnasiums                                      | 231                                  | |
| Rottweil, Kapitelsbibliothek                                                             | Angaben unklar (> 100?)              | Andreas Kühne: Bibliographie zum Schrifttum des 16. Jahrhunderts. München 1995, S. 281: 150                |
| Saarbrücken, Universitätsbibliothek                                                      | 120                                  | |
| St. Peter (Schwarzwald), Priesterseminar                                                 | 1180                                 | |
| Schwäbisch Hall, Ratsbibliothek                                                          | 792                                  | |
| Sigmaringen, Fürstlich Hohenzollernsche Hofbibliothek                                    | 510 Bände                            | |
| Stuttgart, Württembergische Landesbibliothek                                             | ?                                    | Andreas Kühne: Bibliographie zum Schrifttum des 16. Jahrhunderts. München 1995, S. 290: 50.000             |
| Stuttgart, Bibliothek des Evangelischen Oberkirchenrats                                  | 157                                  | |
| Tübingen, Universitätsbibliothek                                                         | 16.120                               | |
| Tübingen, Evangelisches Stift                                                            | 2510                                 | |
| Tübingen, Konviktsbibliothek Wilhelmsstift                                               | 5409                                 | |
| Überlingen, Leopold-Sophien-Bibliothek                                                   | 1710                                 | Opac: 2256                                                                                                 |
| Ulm, Stadtbibliothek                                                                     | 10.700                               | |
| Ulm, Stadtarchiv                                                                         | Angaben unklar                       | Andreas Kühne: Bibliographie zum Schrifttum des 16. Jahrhunderts. München 1995, S. 293: 250                |
| Weinsberg, Pfarramtsbibliothek                                                           | 443, nicht im online-Fabian-HB       | |
| Wertheim, Evangelische Kirchenbibliothek                                                 | 609, nicht im online-Fabian-HB       | |

## Bayern
| Bibliothek | Zahl der Drucke des 16. Jahrhunderts | Anmerkungen |
| --- | ------------------------------------ | --- |
| Amberg, Staatliche Bibliothek (Provinzialbibliothek)                                                                      | 6130                                 | |
| Ansbach, Schlossbibliothek                                                                                                | 999                                  | |
| Ansbach, Historische Bibliothek des Gymnasiums Carolinum                                                                  | 272                                  | |
| Aschaffenburg, Hofbibliothek                                                                                              | 6567                                 | zusammen mit Stiftsbibliothek |
| Augsburg, Staats- und Stadtbibliothek                                                                                     | 27.790                               | |
| Augsburg, Universitätsbibliothek                                                                                          | etwa 10.300                          | |
| Augsburg, Stiftsbibliothek St. Stephan                                                                                    | nicht im Fabian-HB                   | Andreas Kühne: Bibliographie zum Schrifttum des 16. Jahrhunderts. München 1995, S. 193: 204 Drucke                                                                                       |
| Augsburg, Diözesan- und Pastoralbibliothek                                                                                | 371                                  | |
| Augsburg, Bibliothek des Priesterseminars der Diözese                                                                     | nicht im Fabian-Handbuch             | Andreas Kühne: Bibliographie zum Schrifttum des 16. Jahrhunderts. München 1995, S. 193: 520                                                                                              |
| Augsburg, Kapitelbibliotheken der Diözese Augsburg                                                                        | nicht im Fabian-Handbuch             | Die ca. 35 Landkapitelbibliotheken sind im Priesterseminar der Diözese untergebracht und noch nicht katalogisiert. Der Inkunabelbestand wird auf 300 geschätzt.                          |
| Autenried, Bibliothek des Ikonenmuseums Schloß Autenried                                                                  | 150                                  | |
| Bad Windsheim, Stadtbibliothek                                                                                            | 1275                                 | |
| Bamberg, Staatsbibliothek                                                                                                 | 8305                                 | |
| Bamberg, Bibliothek des Metropolitankapitels                                                                              | 532                                  | |
| Bamberg, Bibliothek des Priesterseminars                                                                                  | 385                                  | seit 2007 unter dem Namen „Theologische und katechetische Bibliothek“ im Bamberger Bistumshaus St. Otto                                                                                  |
| Bayreuth, Universitätsbibliothek                                                                                          | mehr als 300                         | nicht vollständig ausgezählt |
| Benediktbeuern, Bibliothek der Philosophisch-Theologischen Hochschule der Salesianer Don Boscos Theologische Fakultät     | 98 Bände                             | |
| Castell, Fürstlich Castell’sche Fideikommiss-Bibliothek                                                                   | nicht im Fabian-Handbuch             | Andreas Kühne: Bibliographie zum Schrifttum des 16. Jahrhunderts. München 1995, S. 208: 197                                                                                              |
| Coburg, Landesbibliothek                                                                                                  | 8600                                 | |
| Dettelbach, Bibliothek des Franziskanerklosters „Maria im Sand“                                                           | nicht im Fabian-Handbuch             | Andreas Kühne: Bibliographie zum Schrifttum des 16. Jahrhunderts. München 1995, S. 211: 630                                                                                              |
| Dietfurt (an der Altmühl), Bibliothek des Franziskanerklosters                                                            | nicht im Fabian-Handbuch             | Andreas Kühne: Bibliographie zum Schrifttum des 16. Jahrhunderts. München 1995, S. 211: 273                                                                                              |
| Dillingen, Studienbibliothek                                                                                              | 14.041                               | |
| Dillingen, Bibliothek des Kapuzinerklosters                                                                               | 239                                  | |
| Eichstätt, Universitätsbibliothek                                                                                         | 11.000                               | die Zentralbibliothek der Kapuziner in Altötting wurde übernommen, dadurch ca. 3000 zusätzliche Titel                                                                                    |
| Eichstätt, Bibliothek des Diözesanarchivs                                                                                 | ca. 200                              | |
| Eichstätt, Bibliothek des Kapuzinerklosters                                                                               | „knapp 100 Bände“                    | |
| Erlangen-Nürnberg, Universitätsbibliothek                                                                                 | 26.000                               | |
| Ettal, Bibliothek der Abtei Ettal                                                                                         | 300                                  | |
| Freising, Dombibliothek                                                                                                   | 1569                                 | |
| Gars (Inn), Bibliothek der Redemptoristen                                                                                 | 253                                  | |
| Hammelburg, Franziskanerkloster                                                                                           | 988                                  | |
| Hof, Jean-Paul-Gymnasium                                                                                                  | 418                                  | |
| Hof, Stadtbücherei (Ratsbibliothek im Stadtarchiv)                                                                        | 171 („frühes 16. Jh.“)               | |
| Hof, Dekanatsbibliothek (Kirchenbibliothek St. Michaelis)                                                                 | 105                                  | |
| Ingolstadt, Wissenschaftliche Stadtbibliothek                                                                             | 498                                  | |
| Ingolstadt, Bayerische Armeebibliothek                                                                                    | 100                                  | |
| Kaufbeuren, Bibliothek der Dreifaltigkeitskirche                                                                          | 347                                  | |
| Kaufbeuren, Jesuitenbibliothek im Stadtpfarramt St. Martin                                                                | 582                                  | |
| Kempten/Allgäu, St.-Mang-Kirche                                                                                           | 2100                                 | |
| Landshut, Bibliothek des Hans-Carossa-Gymnasiums                                                                          | 136                                  | |
| Lindau, Stadtbibliothek                                                                                                   | 3589                                 | |
| Memmingen, Wissenschaftliche Stadtbibliothek                                                                              | ?                                    | 300 Inkunabeln, daher wohl erheblich mehr Drucke des 16. Jahrhunderts vorhanden, als Andreas Kühne: Bibliographie zum Schrifttum des 16. Jahrhunderts. München 1995, S. 257 angibt: 338. |
| Metten, Abtei | 1800                                 | |
| München, Bayerische Staatsbibliothek                                                                                      | 126.000                              | |
| München, Universitätsbibliothek                                                                                           | 40.000                               | |
| München, Franziskanerkloster St. Anna                                                                                     | 2477                                 | |
| München, Herzogliches Georgianum                                                                                          | 2099                                 | |
| München, Hauptstaatsarchiv                                                                                                | 343                                  | |
| München, Metropolitankapitel                                                                                              | 619                                  | |
| München, Wilhelmsgymnasium                                                                                                | 407                                  | |
| München, Münchner Städtische Bibliotheken                                                                                 | ca. 350 Bände                        | |
| München, Archiv Oberdeutsche Provinz S.J.                                                                                 | 147                                  | |
| München, Bibliothek des Bayerischen Nationalmuseums                                                                       | 260                                  | |
| München, Bibliothek des Deutschen Museums                                                                                 | 616                                  | |
| München, Bibliothek der Hochschule für Philosophie – Philosophische Fakultät S.J.                                         | 358                                  | |
| München, Bibliothek der Staatlichen Graphischen Sammlung                                                                  | 120                                  | |
| München, Stiftsbibliothek Abtei St. Bonifaz                                                                               | 379                                  | |
| München, Bibliothek des Zentralinstituts für Kunstgeschichte                                                              | 158                                  | ohne die im Fabian-HB mitgezählten Reproduktionen |
| Münnerstadt, Augustinerbibliothek                                                                                         | 95 „Frühdrucke 1501–1530“            | 67 Inkunabeln; Andreas Kühne: Bibliographie zum Schrifttum des 16. Jahrhunderts. München 1995, S. 263: 294                                                                               |
| Münsterschwarzach, Bibliothek der Abtei                                                                                   | 134 Bände                            | |
| Neuburg a. d. Donau, Staatliche Bibliothek                                                                                | 6480                                 | |
| Neuendettelsau, Bibliothek der Augustana-Hochschule                                                                       | 398                                  | |
| Neustadt (Aisch), Kirchenbibliothek                                                                                       | 1750                                 | |
| Nördlingen, Ratsbibliothek                                                                                                | 1594                                 | |
| Nördlingen, Kirchenbibliothek St. Georg                                                                                   | 551                                  | |
| Nürnberg, Stadtbibliothek                                                                                                 | 14.700                               | |
| Nürnberg, Germanisches Nationalmuseum                                                                                     | mehr als 3100                        | gezählt nur von 1501 bis 1570 |
| Nürnberg, Landeskirchliches Archiv Evangelisch-Lutherischen Kirche                                                        | ca. 13.000                           | |
| Nürnberg, Scheurl-Bibliothek Fischbach                                                                                    | 2748                                 | |
| Nürnberg, Melanchthon-Gymnasium                                                                                           | 276                                  | |
| Ottobeuren, Alte Bibliothek der Abtei Ottobeuren (Bibliotheca Ottenburana)                                                | 1500                                 | laut Opac Augsburg UB: mehr als 4000 |
| Passau, Staatliche Bibliothek                                                                                             | 3657                                 | |
| Passau, Bischöfliche Bibliothek                                                                                           | 558 Bände                            | Die Bibliothek war 1994 erst zu einem Drittel katalogisiert |
| Pommersfelden, Schönborn’sche Schlossbibliothek                                                                           | nicht im Fabian-HB                   | auch bei Andreas Kühne: Bibliographie zum Schrifttum des 16. Jahrhunderts. München 1995, S. 276 keine genaueren Angaben                                                                  |
| Regensburg, Staatliche Bibliothek                                                                                         | 10.180                               | |
| Regensburg, Universitätsbibliothek                                                                                        | ca. 1000                             | |
| Regensburg, Bischöfliche Zentralbibliothek                                                                                | 1096                                 | |
| Regensburg, Fürst Thurn und Taxis-Hofbibliothek                                                                           | 4200                                 | |
| Regensburg, Bibliothek der Museen der Stadt Regensburg                                                                    | 162                                  | |
| Regensburg, Nikolaus-Gallus-Bibliothek, Bibliotheken der Evangelisch – Lutherischen Kirchen in Regensburg                 | 116 Bände                            | |
| Rothenburg ob der Tauber, Ratsbibliothek                                                                                  | 2099                                 | |
| Rothenburg ob der Tauber, Bibliothek des Mittelalterlichen Kriminalmuseums                                                | ca. 120                              | |
| Scheyern, Benediktiner-Abtei                                                                                              | 778                                  | |
| Schwabach, Kirchenkapitelsbibliothek                                                                                      | 721                                  | |
| Schweinfurt, Stadtarchiv                                                                                                  | 2400                                 | |
| Schweinfurt, Bibliothek Otto Schäfer                                                                                      | 528                                  | |
| Sommerhausen, Ratsbibliothek                                                                                              | mehr als 700                         | |
| St. Ottilien, Bibliothek der Erzabtei                                                                                     | nicht im Fabian-HB                   | Andreas Kühne: Bibliographie zum Schrifttum des 16. Jahrhunderts. München 1995, S. 288: 188                                                                                              |
| Straubing, Historische Bibliothek des Johannes-Turmair-Gymnasiums                                                         | ?                                    | Zahl der Inkunabeln: 69. Andreas Kühne: Bibliographie zum Schrifttum des 16. Jahrhunderts. München 1995, S. 289: 1000                                                                    |
| Straubing, Karmelitenbibliothek                                                                                           | 328                                  | |
| Sulzbach-Rosenberg, Bibliothek des evangelisch-lutherischen Pfarramts Sulzbach und des Dekanatsbezirks Sulzbach-Rosenberg | 176                                  | |
| Uffenheim, Kapitelsbibliothek                                                                                             | 350 Bände                            | |
| Wasserburg am Inn, Bibliothek des Stadtarchivs                                                                            | 80 (?) Bände                         | 53 Inkunabeln; Andreas Kühne: Bibliographie zum Schrifttum des 16. Jahrhunderts. München 1995, S. 294: 1000                                                                              |
| Weißenburg, Ratsbibliothek                                                                                                | 465                                  | |
| Würzburg, Universitätsbibliothek                                                                                          | ca. 6500                             | |
| Würzburg, Handbibliothek des Diözesan-Archives                                                                            | 284                                  | noch nicht vollständig ausgezählt |
| Würzburg, Bibliothek des Franziskanerklosters                                                                             | ?                                    | Anzahl der Inkunabeln: 40. Auch bei Andreas Kühne: Bibliographie zum Schrifttum des 16. Jahrhunderts. München 1995, S. 299 keine detaillierten Angaben                                   |
| Wunsiedel, Stadt- und Kirchenbibliothek                                                                                   | 394 Bände                            | |

## Berlin
| Bibliothek | Zahl der Drucke des 16. Jahrhunderts | Anmerkungen                     |
| --- | ------------------------------------ | ------------------------------- |
| Berlin, Staatsbibliothek zu Berlin – Preußischer Kulturbesitz (SBB-PK)                                                    | 32.470                               | Website: ca. 50.000             |
| Berlin, Freie Universität                                                                                                 | 520                                  |                                 |
| Berliner Stadtbibliothek                                                                                                  | 900                                  |                                 |
| Berlin Zum Grauen Kloster (in: Berliner Stadtbibliothek)                                                                  | 546                                  |                                 |
| Berlin Bibliothek für Bildungsgeschichtliche Forschung                                                                    | 102                                  | vormals Deutsche Lehrerbücherei |
| Berlin Stiftung Historisches Museum                                                                                       | 812                                  |                                 |
| Humboldt-Universität zu Berlin                                                                                            | 1858                                 |                                 |
| Berlin Bibliothek des Geheimen Staatsarchivs Preußischer Kulturbesitz                                                     | mehr als 110                         |                                 |
| Berlin Kunstbibliothek, Staatliche Museen zu Berlin – Preußischer Kulturbesitz                                            | 2652                                 |                                 |
| Staatliche Museen zu Berlin Preußischer Kulturbesitz Bibliothek des Kupferstichkabinetts                                  | 843                                  |                                 |
| Berlin, Märkisches Museum                                                                                                 | 150                                  | im Berliner Stadtmuseum         |
| Berlin, St.-Marien-Bibliothek                                                                                             | 1060                                 |                                 |
| Berlin-Spandau, St.-Nicolai-Kirche                                                                                        | 270                                  |                                 |
| Berlin, Hugenottenbibliothek                                                                                              | 209                                  |                                 |
| Zentralbibliothek der Evangelischen Kirche Berlin-Brandenburg – Bibliothek der Evangelischen Kirchengemeinde Wittbrietzen | 305                                  |                                 |

## Mecklenburg-Vorpommern
| Bibliothek                                                    | Zahl der Drucke des 16. Jahrhunderts | Anmerkungen                                                                                      |
| ------------------------------------------------------------- | ------------------------------------ | ------------------------------------------------------------------------------------------------ |
| Barth, Kirchenbibliothek St. Marien                           | 444                                  |                                                                                                  |
| Friedland, Kirchenbibliothek an St. Marien                    | 125                                  |                                                                                                  |
| Greifswald, Universitätsbibliothek                            | 5373                                 |                                                                                                  |
| Greifswald, Geistliches Ministerium                           | 1212                                 |                                                                                                  |
| Loitz, Kirchenbibliothek                                      | 137                                  |                                                                                                  |
| Rostock, Universitätsbibliothek                               | 11.374                               |                                                                                                  |
| Schwerin, Landesbibliothek Mecklenburg-Vorpommern             | 1900                                 |                                                                                                  |
| Schwerin, Bibliothek des Mecklenburgischen Landeshauptarchivs | 100                                  |                                                                                                  |
| Schwerin, Oberkirchenrats-Bibliothek                          | 18 (?) (> 100?)                      | Andreas Kühne: Bibliographie zum Schrifttum des 16. Jahrhunderts. München 1995, S. 285: 2000 [?] |
| Stralsund, Archivbibliothek                                   | 3444                                 |                                                                                                  |

## Brandenburg
| Bibliothek                                   | Zahl der Drucke des 16. Jahrhunderts | Anmerkungen                                                                                        |
| -------------------------------------------- | ------------------------------------ | -------------------------------------------------------------------------------------------------- |
| Brandenburg, Domstiftsarchiv                 | insgesamt ca. 6600                   | enthält als Depositum viele brandenburgische Kirchenbibliotheken,                                  |
| Frankfurt/Oder, Stadtarchiv                  | ?                                    | Andreas Kühne: Bibliographie zum Schrifttum des 16. Jahrhunderts. München 1995, S. 222: 300 Drucke |
| Frankfurt/Oder, Kirchenbibliothek St. Marien | 335                                  | |
| Fürstenwalde, Dombibliothek St. Marien       | 166                                  | |
| Perleberg, Kirchenbibliothek                 | 192                                  | |
| Potsdam, Stadt- und Landesbibliothek         | 212                                  | |

## Sachsen-Anhalt
| Bibliothek                                                                                          | Zahl der Drucke des 16. Jahrhunderts | Anmerkungen |
| --------------------------------------------------------------------------------------------------- | ------------------------------------ | --- |
| Bad Kösen-Schulpforte, Archiv und Bibliothek der Landesschule Pforta                                | 500                                  | |
| Dessau, Anhaltische Landesbücherei                                                                  | 2223                                 | |
| Lutherstadt Eisleben, Turmbibliothek der St.-Andreas-Kirche                                         | 1684                                 | |
| Lutherstadt Eisleben, Historische Bibliothek                                                        | ca. 600                              | |
| Gardelegen, Kirchenbibliothek St. Nikolai                                                           | 123                                  | |
| Halberstadt, Bibliothek des Gleim-Hauses                                                            | ca. 800                              | |
| Halle (Saale), Universitäts- und Landesbibliothek Sachsen-Anhalt                                    | 28.000                               | |
| Halle (Saale), Franckesche Stiftungen                                                               | 8300                                 | |
| Halle (Saale), Leopoldina                                                                           | 280                                  | |
| Halle (Saale), Marienbibliothek                                                                     | 8409                                 | |
| Kalbe, Kirchenbibliothek St. Nicolai                                                                | ?                                    | Altbestand: 1756 „vorwiegend 16. Jh.“                                                                                             |
| Magdeburg, Stadtbibliothek                                                                          | mehr als 500                         | Sonderkatalog „Drucke d. 16. Jhs“: > 500                                                                                          |
| Magdeburg, Bibliothek des Evangelischen Konsistoriums                                               | mehr als 100 (?)                     | seit 2009 Depositum in der Marienbibliothek in Halle                                                                              |
| Magdeburg, Bibliothek des Kunstmuseums Kloster Unser Lieben Frauen                                  | 400                                  | |
| Magdeburg, Bibliothek des Landesarchivs Magdeburg                                                   | 140                                  | |
| Merseburg, Domstiftsbibliothek                                                                      | ca. 1400                             | |
| Naumburg, Domstiftsbibliothek                                                                       | mehr als 250                         | |
| Naumburg, Bibliothek der Kirchlichen Hochschule                                                     | nicht im Fabian-HB                   | Andreas Kühne: Bibliographie zum Schrifttum des 16. Jahrhunderts. München 1995, S. 265: 440; seit 1995 Depositum in der UB Erfurt |
| Quedlinburg, Historische Bibliothek                                                                 | 473                                  | |
| Salzwedel, Kirchenbibliothek St. Katharinen                                                         | 1361                                 | |
| Stendal, Dombibliothek St. Nikolai                                                                  | 242                                  | |
| Stendal, Bibliothek der Schönbeckschen Stiftung in der Marienkirche                                 | 342                                  | |
| Lutherstadt Wittenberg, Evangelisches Predigerseminar                                               | 8436                                 | laut Website jetzt 10.000 (inkl. Deposita, wie etwa die Kirchenbibliotheken von Heringen und Nordhausen)                          |
| Lutherstadt Wittenberg, Ev. Predigerseminar – Kirchenbibliothek der Evangelischen Gemeinde Heringen | 321                                  | |
| Lutherstadt Wittenberg, Ev. Predigerseminar – Kirchenbibliothek St. Blasii Nordhausen               | 428                                  | |
| Lutherstadt Wittenberg, Stiftung Luthergedenkstätten in Sachsen-Anhalt (Lutherhalle)                | 8060                                 | |
| Zeitz, Stiftsbibliothek mit Domherrenbibliothek                                                     | mehr als 4000 (?)                    | |
| Zerbst, Francisceumsbibliothek                                                                      | ca. 3900                             | |

## Sachsen
| Bibliothek                                                                                | Zahl der Drucke des 16. Jahrhunderts | Anmerkungen                                                                                      |
| ----------------------------------------------------------------------------------------- | ------------------------------------ | ------------------------------------------------------------------------------------------------ |
| Annaberg-Buchholz, Bibliothek der St.-Annen-Kirche                                        | 831                                  |                                                                                                  |
| Bautzen, Stadtbibliothek                                                                  | 2500                                 |                                                                                                  |
| Bautzen, Domstiftsbibliothek St. Petri                                                    | 715                                  |                                                                                                  |
| Bautzen, Bibliothek des Stadtmuseums                                                      | 110                                  |                                                                                                  |
| Delitzsch, Bibliothek des Schloßmuseums                                                   | 108                                  |                                                                                                  |
| Dresden, Sächsische Landesbibliothek – Staats- und Universitätsbibliothek                 | 40.455                               |                                                                                                  |
| Dresden, Bibliothek des Evangelisch-Lutherischen Landeskirchenamtes Sachsens              | 128                                  |                                                                                                  |
| Freiberg, Bergakademie Universitätsbibliothek „Georgius Agricola“                         | ca. 500                              |                                                                                                  |
| Freiberg, Andreas-Möller-Bibliothek des Geschwister-Scholl-Gymnasiums                     | mehr als 2000 (?)                    |                                                                                                  |
| Freiberg, Kirchenbibliothek der St.-Jacobi-Gemeinde                                       | 429                                  |                                                                                                  |
| Görlitz, Oberlausitzische Bibliothek der Wissenschaften                                   | ca. 4800                             |                                                                                                  |
| Görlitz, Bibliothek der Evangelischen Kirchengemeinde St. Peter und Paul                  | 176                                  |                                                                                                  |
| Herrnhut, Bibliothek des Archivs der Brüder-Unität                                        | 223                                  |                                                                                                  |
| Kamenz, Stadtarchiv                                                                       | 1731                                 |                                                                                                  |
| Leipzig, Deutsches Buch- und Schriftmuseum                                                | 1935                                 |                                                                                                  |
| Leipzig, Universitätsbibliothek ‚Bibliotheca Albertina‘                                   | 27.767                               |                                                                                                  |
| Leipzig, Universitätsbibliothek Leipzig, aus dem ehemaligen Bestand der Comenius-Bücherei | 691 Bände                            |                                                                                                  |
| Leipzig, Bibliothek des Stadtgeschichtlichen Museums                                      | 224                                  |                                                                                                  |
| Löbau, Stadtbibliothek                                                                    | 235                                  |                                                                                                  |
| Ostritz, Bibliothek der Zisterzienserinnenabtei St. Marienthal                            | 258                                  |                                                                                                  |
| Pegau, Kirchenbibliothek                                                                  | 153                                  |                                                                                                  |
| Rochlitz, St.-Kunigunden-Bibliothek                                                       | 195                                  |                                                                                                  |
| Zittau, Christian-Weise-Bibliothek                                                        | 678                                  | Andreas Kühne: Bibliographie zum Schrifttum des 16. Jahrhunderts. München 1995, S. 302: 3000 (?) |
| Zwickau, Ratsschulbibliothek                                                              | 25.186                               |                                                                                                  |
| Zwickau, Bibliothek des Stadtarchivs                                                      | 344                                  |                                                                                                  |

## Thüringen
| Bibliothek                                                                                           | Zahl der Drucke des 16. Jahrhunderts | Anmerkungen                                                         |
| --- | ------------------------------------ | ------------------------------------------------------------------- |
| Angelroda, Hiesebocksche Pfarrbibliothek                                                             | 198                                  |                                                                     |
| Arnstadt, Evangelisch-Lutherische Kirchgemeinde                                                      | 977                                  |                                                                     |
| Bad Frankenhausen, Ratsbibliothek und Museumsbibliothek                                              | 254 Bände                            |                                                                     |
| Eisenach, Wartburg-Bibliothek der Wartburg-Stiftung                                                  | 871 Bände                            |                                                                     |
| Eisenach, Bibliothek in der Stadtkirche St. Georgen                                                  | 448 Bände                            |                                                                     |
| Eisenach, Bibliothek im Landeskirchenarchiv der Evangelisch-Lutherischen Kirche in Thüringen         | 162 Bände                            |                                                                     |
| Erfurt, Stadt- und Regionalbibliothek                                                                | 7497                                 | Die historischen Bestände sind seit 2001 Depositum in der UB Erfurt |
| Erfurt, Evangelisches Ministerium                                                                    | 1157                                 |                                                                     |
| Erfurt, Dombibliothek im Bistumsarchiv Erfurt                                                        | ca. 600 Bände                        |                                                                     |
| Gotha, Forschungs- und Landesbibliothek                                                              | 23.500                               | laut Website jetzt ca. 31.500                                       |
| Greiz, Staatliche Bücher- und Kupferstichsammlung Greiz – Stiftung der Älteren Linie des Hauses Reuß | 351                                  |                                                                     |
| Hildburghausen, Bibliothek in der Christuskirche                                                     | 147 Bände                            |                                                                     |
| Jena, Thüringer Universitäts- und Landesbibliothek                                                   | 26.716                               |                                                                     |
| Mühlhausen, Stadtarchiv                                                                              | 1203                                 |                                                                     |
| Nordhausen, Bibliothek im Stadtarchiv                                                                | 171 Bände                            |                                                                     |
| Ohrdruf, Bibliothek in der St.-Michaelis-Kirche                                                      | 500                                  |                                                                     |
| Römhild, Kirchenbibliothek                                                                           | 196                                  |                                                                     |
| Rudolstadt, Historische Bibliothek                                                                   | 2562                                 |                                                                     |
| Rudolstadt, Kirchenbibliothek                                                                        | 887                                  |                                                                     |
| Saalfeld, Bibliothek im Thüringer Heimatmuseum                                                       | 112 Bände                            |                                                                     |
| Schleiz, Stadtkirche St. Georg                                                                       | 1422                                 |                                                                     |
| Schleusingen, Naturhistorisches Museum                                                               | 2934                                 |                                                                     |
| Schmalkalden, Bibliothek des Museums Schloß Wilhelmsburg                                             | 233 Bände                            |                                                                     |
| Schmalkalden, Bibliotheken in der Stadtkirche St. Georg                                              | 134 Bände                            |                                                                     |
| Sömmerda, Apelsche Kirchenbibliothek                                                                 | 133 Bände                            |                                                                     |
| Sondershausen, Bibliothek in der Stadtkirche St. Trinitatis                                          | 351                                  |                                                                     |
| Stadtilm, Bibliothek im Pfarramt der Evangelisch-Lutherischen Kirchgemeinde                          | 170                                  |                                                                     |
| Weimar, Herzogin Anna Amalia Bibliothek                                                              | 21.000                               |                                                                     |